# Suíço (futebolista)
Antônio Manoel de Barros Filho (Acará, 13 de fevereiro de 1899 – Belém, 1 de julho de 1922), mais conhecido como Suíço (Suisso, na ortografia da época ), foi um futebolista brasileiro que se notabilizou como primeiro e único que, atuando em um clube paraense (Paysandu Sport Club), foi convocado pela Seleção Brasileira de Futebol principal. A convocação foi para a Copa América de 1921, para a qual não pôde, porém, embarcar.
Ele é considerado um dos maiores ídolos do Paysandu, que tem como um dos apelidos justamente a alcunha "clube de Suíço". Com ele, o Paysandu venceu pela primeira vez o clássico Re-Pa, na terceira edição do duelo. Suíço também participou dos três primeiros títulos estaduais do clube, em um tricampeonato invicto entre 1920-22 – com 100% de aproveitamento no primeiro, invencibilidade no segundo e a maior goleada da história da competição no terceiro, no que foi justamente a última partida do jogador.
Com movimentos descritos como ligeiros e imprevisíveis, Suíço era elogiado também pela habilidade em diferentes posições. Embora atuasse preponderantemente como lateral-esquerdo (na época denominado half esquerdo, halfback left ou "médio esquerdo", dentre outras variações), não raramente se desempenhava de volante (na época, "centromédio" ou centerhalf) ou como ponta-direita (outside right) e até mesmo de zagueiro (fullback). Também era o capitão no Paysandu, o que em sua época equivalia ao papel de treinador, e na Seleção Paraense.

## Carreira em clubes

### "Ajudando" a criar o Paysandu
Filho de Antônio Manoel de Barros e Margarida Fonseca de Barros, recebeu o apelido em função de seus estudos na Suíça, começou a praticar futebol. Ao voltar ao Pará em 1913, teve como primeiro clube o Guarany Futebol Clube. Naquele ano, o campeonato paraense (o quarto torneio estadual mais antigo do Brasil) voltaria a ser disputado pela primeira vez desde a edição de 1910.
Na rodada final, o Guarany empatou em 1-1 com o Norte Club, que disputava o título com o Remo. O resultado favoreceu os azulinos, que terminaram campeões, pela primeira vez. Insatisfeitos com supostas irregularidades nessa partida, os membros do Norte Club buscaram anula-la, mas sem sucesso. Em resposta, o clube foi extinto, com seus dissidentes fundando no ano seguinte o Paysandu.
Suíço, inicialmente, continuou no Guarany no estadual de 1914, vencido novamente pelo Remo. Em 1915, foi então convidado a juntar-se ao Paysandu, a convite de Hugo Leão, quem havia liderado o movimento que extinguira o Norte Club e fundara a nova equipe.

### Primeiros Re-Pas

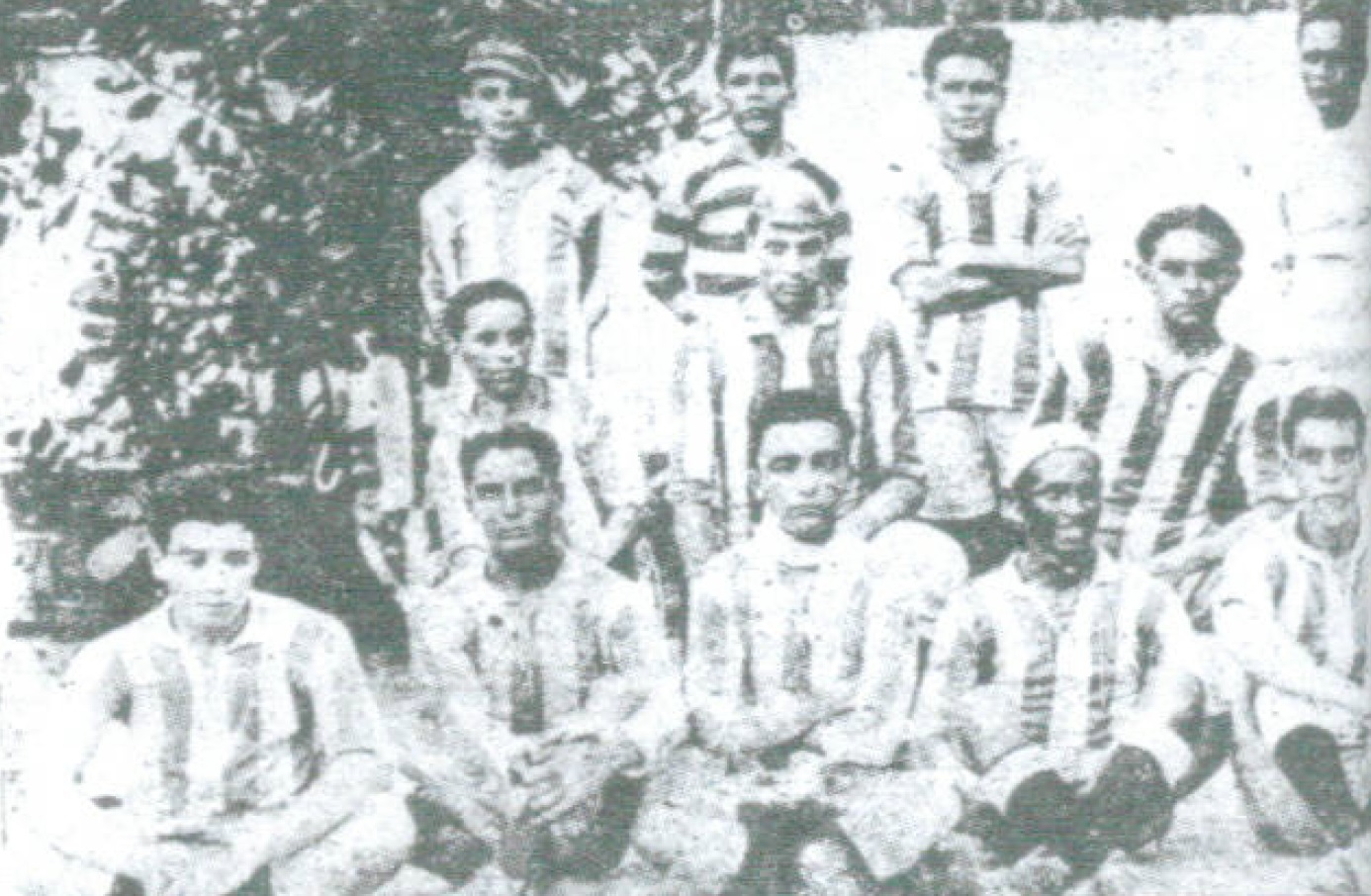
Terceiro em pé no Paysandu vencedor do Torneio Início de 1919: Aristides, João Moraes e Suíço; Guimarães, Stromp e Xavier; Leite, o francês Petit, Leôncio, Enéas e Arthur Moraes.

A estreia de Suíço no Paysandu deu-se em 31 de janeiro de 1915 e marcou precisamente a primeira vitória do clube no clássico Re-Pa. Foi na terceira vez em que o clássico se realizou, após o Remo ter vencido o primeiro duelo e haver empate no segundo, ambos em 1914. O jogo amistoso ocorreu no estádio da Curuzu (na época ainda pertencente à firma Ferreira & Comandita) e, encerrou-se em 2-0 com gols de Abel Barros, irmão de Suíço, também estreante no Paysandu naquela ocasião. Inicialmente, a dupla era apelidada de "Os Irmãos Suíços".
Uma revanche foi imediatamente marcada, para 21 de fevereiro de 2015. E Suíço inspirou os colegas a buscarem uma vitória de virada por 2-1, com Abel Barros anotando outro gol sobre o Remo, em nova partida amistosa. Suíço ainda tinha quinze anos de idade no duelo ocorrido no mês anterior e havia acabado de completar dezesseis na ocasião da revanche, uma vez que nascera em 13 de fevereiro de 1899. Outro resultado destacado do clube foi vitória de 17-1 sobre o clube Brazil, pelo campeonato paraense daquele ano.
Em 1915, também foi formada pela primeira vez uma Seleção Paraense, que naquele mesmo ano recebeu excursão do Clube Flamengo pela Amazônia. O inglês Henry Welfare, reforço da equipe carioca na ocasião, colocou Suíço antes de todos em sua lista de adversários mais destacados naqueles duelos, em opinião publicada na edição de 22 de janeiro de 1916 do jornal Correio da Manhã: "o Pará ressente-se da falta de visita de teams de valor esportivo. Creio que o do Flamengo é o primeiro que entrou em seus campos nestas condições. Por isto, em conjunto, à prática do football paraense falta coesão e recursos mútuos de atividade que só se podem adquirir em lutas contra équipes estranhas constituídas de bons jogadores. Mas, mesmo assim, julgo os footballers do Pará como possuindo real mérito. Individualmente são resistentes e dotados de nítida noção do sport. Observei jogadores excelentes e que me fizeram impressão. Nestas condições, citarei Suíço, outside right; Guimarães, inside left; Joãozinho, goalkeeper; e Bordalo, o half back right do Clube do Remo. Ao goalkeeper Joãozinho deve o Pará o empate do importante encontro da taça Tricentenário. Não há dúvida de que é um grande jogador, capaz de fazer figura em qualquer campo da Inglaterra."
O mesmo jornal, na edição de 18 de janeiro, havia listado precisamente os citados Suíço, Guimarães e Joãozinho – também referido pelo nome real, João Moraes – como três dos quatro jogadores do Paysandu convocados (Arthur Moares era o outro), em uma análise de todos os membros da seleção. Nela, Suíço fora descrito como "um dos nossos mais adestrados footballers. Veloz e resistente. Iniciou sua vida esportiva na Suíça. Chegando ao Pará, começou a jogar no team do Guarany Football Club, onde seu jogo sobressaía brilhantemente. Em 1914, passou a jogar no Paysandu Sport Club, de cuja équipe principal é hoje esforçado captain. Ocupa todas as posições num team, seja nas linhas de defesa ou ataque. Combina admiravelmente com Guimarães".
O Paysandu chegou a vencer a própria Seleção Paraense em 28 de fevereiro de 1915, em goleada de 7-1 na qual Suíço inclusive marcou dois gols; foi dele precisamente o primeiro e o último gol, sendo este, a cinco minutos do final, descrito pelo jornal O Estado do Pará em lance que fechou "brilhantemente com um goal magistralmente feito", arrancando "prolongada ovação" da plateia. Hugo Leão, precisamente fundador do Paysandu, fora o árbitro e teria tido desenvoltura imparcial, sendo criticado justamente por ter assinalado um duvidoso impedimento contra um ataque do próprio Paysandu.
Porém, o Remo venceria o Estadual seguidamente até 1919. A rivalidade com o Paysandu já nascera forte; o Remo foi campeão paraense de 1916 sem disputar o clássico, pois antes os alvicelestes retiraram-se do campeonato, em protesto por não serem autorizados a inscrever o jogador Jacques, da União Esportiva, com o torneio em andamento, embora a liga houvesse previamente autorizado ações semelhantes de outras equipes. O único clássico naquele ano foi um amistoso combinado exatamente para apaziguar as relações entre os dois clubes, com o Remo ganhando por 3-1.

### Início do reconhecimento fora do Pará

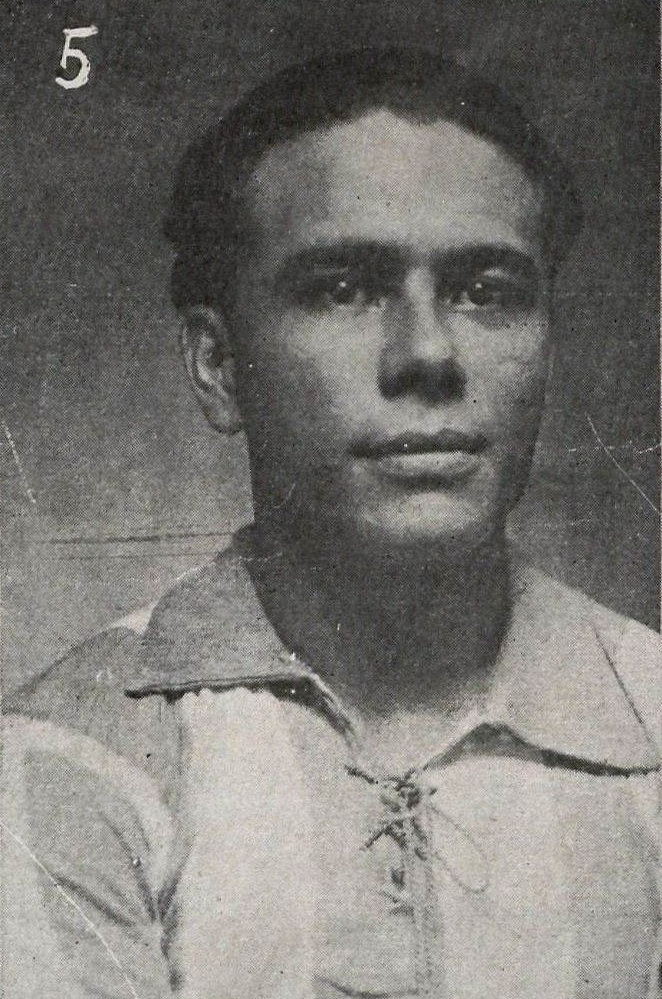
Suíço retratado em janeiro de 1920, na ocasião de amistoso contra o Nacional do Amazonas.

Em maio de 1917, realizou-se pela primeira vez o Torneio Início, vencido pelo Paysandu, com Suíço entre os titulares. Aquele foi também o primeiro título do time principal do Paysandu no futebol: o primeiro título do clube havia sido no campeonato paraense de equipes B ("segundos quadros" ou "de segunda divisão", nas denominações da época) de 1914 e o segundo fora o campeonato paraense infantil de 1915, ambos sem Suíço. Na decisão do Torneio Início de 1917, por sua vez, o único gol nasceu de jogada iniciada por Suíço: interceptou logo aos 2 minutos um ataque do Brasil Sport e lançou ao ataque para Astrogildo, cujo cruzamento se desdobrou um pênalti cometido pelo adversário (e convertido por Arthur Moraes).
Contudo, naquele mesmo mês de maio Suíço chegou a retirar-se provisoriamente do clube, sendo sua ausência considerada "ressentida" pelo Paysandu. Morando provisoriamente no Recife, Suíço incorporou-se ao Sport, inclusive defendendo-o em amistoso ocorrido em 7 de setembro contra o América-PE valendo a "Taça São Francisco de Paulo". Voltaria a Belém com o cargo de representante oficial no Pará para o clube rubro-negro, do qual tornara-se sócio.
Com Suíço de volta ainda em 1917, o Paysandu venceu em novembro por 2-0 o Remo em clássico com arbitragem de Benjamin "Mimi" Sodré, filho do próprio governador do Pará na época, Lauro Sodré, e que no ano anterior ainda jogava pelo Botafogo e pela Seleção Brasileira. Com isso, o Re-Pa foi registrado na imprensa carioca, com o Jornal do Commercio registrando que Suíço, no empate em 1-1, atuou como zagueiro, "medindo bem a responsabilidade que lhe pesa" e repelindo bem "as investidas encaminhas para o retângulo que defende". Foi considerado o melhor jogador em campo: "provou à sociedade ser tão ótimo fullback como é admirável half", assinalou-se.
Semanas depois, com o Remo proclamado novamente campeão, o mesmo Jornal do Commercio creditou o insucesso do Paysandu precisamente aos meses de ausência de Suíço: "no Paysandu, faltava a confiança. (...) É o seu grande mal, e Suíço, que é o ponto onde essa confiança converge e de onde ela irradia em eficácia, não teve quem o substituísse".
Ainda em 1917, em dezembro, o Paysandu excursionou pela primeira vez para fora do Pará, realizando (e vencendo) duas partidas em São Luís; contra o Fabril. Para enfatizar o grau de dominância em triunfo de 7-1, o fundador Hugo Leão fez questão de constar em telegrama ao então presidente bicolor Ophir Loyola que "Suíço não jogou". A excursão viu o goleiro João Moraes desdobrar-se entre repórter esportivo do jornal A Rua e atleta, e contou também com outro dos filhos do governador Lauro Sodré, Teodoro "Dorinho" Sodré, dentre os jogadores. Por ocasião da visita, o diário maranhense O Jornal de 20 de dezembro fez o seguinte perfil de Suíço:
| “ | Estudante de comércio. É o captain do team. Iniciou-se na Suíça, advindo-lhe daí o apelido de Suíço. Joga em qualquer posição, salientando-se mais na de half-back left. Dirige o jogo com proficiência e é tido como o general da turma e talvez o mais completo footballer paraense. Forma em todos os scratches. Jogou primeiramente no Guarany Football Club, passando-se depois para o clube que hoje comanda com tino superior". | ” |

Em 1918, voltando ao Maranhão, o Paysandu enfrentou Athletic e os piauienses do Internacional, registrando goleadas de 15-0 e 9-0, em meio à temporada mais artilheira até então no clube: 96 gols em 14 partidas. Em 1919, no primeiro Re-Pa, o Paysandu foi declarado vencedor da Taça Clube Naval após W.O. do Remo quando a partida ainda estava em 1-1. No jogo seguinte, foi a vez dos bicolores se retirarem mais cedo, em protesto à expulsão justamente de Suíço em meio à derrota parcial de 2-1. Aquela foi precisamente a primeira expulsão ocorrida na história do Re-Pa.
Mesmo sem o título paraense em 1919, Suíço e o Paysandu tiveram momentos significativos no ano. Em janeiro, o jogador foi a grande atração de novo amistoso no Maranhão, contra o Luso-Brasileiro, derrotado por 4-1. O jornal local Pacotilha descreveu como "concorridíssimo" o lugar na plateia, cuja atenção se centrava nas "investidas taurinas" de Suíço, ao passo que os jogadores do ataque do Paysandu eram "admiravelmente regidos pelo center-half Suíço, um center-half que joga em todas as posições". Naquele ano, o Paysandu venceu novamente o Torneio Início, além de festejar em especial duas vitórias amistosas: 5-2 no Nacional do Amazonas e 4-0 no Sport Recife. Contra os recifenses, em março, Suíço atuou também pela Seleção Paraense, tendo atuação descrita pelo Diario de Pernambuco como "brilhante" na defesa no empate em 3-3, no qual ele e Mimi Sodré marcaram os gols do combinado. Contra o Sport, Suíço foi também o capitão da seleção.
Também registrou-se um almoço cordial festivamente oferecido pelo Paysandu ao Sport, bem como a entrega de uma ânfora prateada aos pernambucanos; e o "espírito de clubismo" bem "elevadíssimo" do Remo, que teria recusado o empréstimo de Suíço e de Mimi Sodré para o próprio jogo que faria com o Sport: "jogando com elementos do Paysandu, caso vencesse, não seria considerado o único vencedor e também não poderia alegar o título de campeão do norte". Chefe da delegação do Sport, Hiberon Wanderley declararia ao Jornal do Commercio que no futebol paraense o melhor árbitro era Abel Barros, "irmão de Suíço" e único que não teria "uma parcialidade que revolta"; e que "o melhor jogador é o Suíço, que, consta, virá em breve para Pernambuco abrir uma sucursal da drogaria de seu progenitor", sendo "o jogador mais completo, já pelas suas admiráveis tiradas, já pela sua calma e pelo seu profundo conhecimento do jogo".
Já para a propaganda publicitária do jogo contra os amazonenses (em dezembro), o jornal O Estado do Pará registrou que "por toda a cidade, foram pregados grandes cartazes sobre a temporada, vendo-se neles a figura sugestiva de Suíço, o valoroso capitão do Paysandu, e os escudos desse clube e do Nacional de Manaus, tudo em cores azul e branca, que são a dos dois simpáticos grêmios esportivos", algo também registrado na imprensa maranhense, a referir-se ao jogador como "formidável" e de "sugestiva figura".
No início do ano seguinte, a equipe amazonense do Nacional foi novamente goleada, por 7-0, sendo de Suíço a assistência para o segundo gol, ainda aos 14 minutos de jogo. Naquele período, Suíço foi reconhecido também por liderar vitórias em valorizados amistosos contra marinheiros de embarcações europeias que aportavam em Belém, a exemplo dos britânicos do Dartmouth, derrotados em 1919 por 5-4, em 2 de setembro; e por destacar-se a serviço da Seleção Paraense, como um dos destaques de amistoso em fevereiro de 1920 contra o América-PE, então campeão e maior vencedor do campeonato pernambucano àquela altura;atuou como defensor e mesmo derrotado, "deu a impressão de sustentar sozinho todo o ataque americano", além de fornecer assistência ao gol paraense, ambos detalhes contidos no relato do Diario de Pernambuco.

### Tricampeonato estadual e falecimento

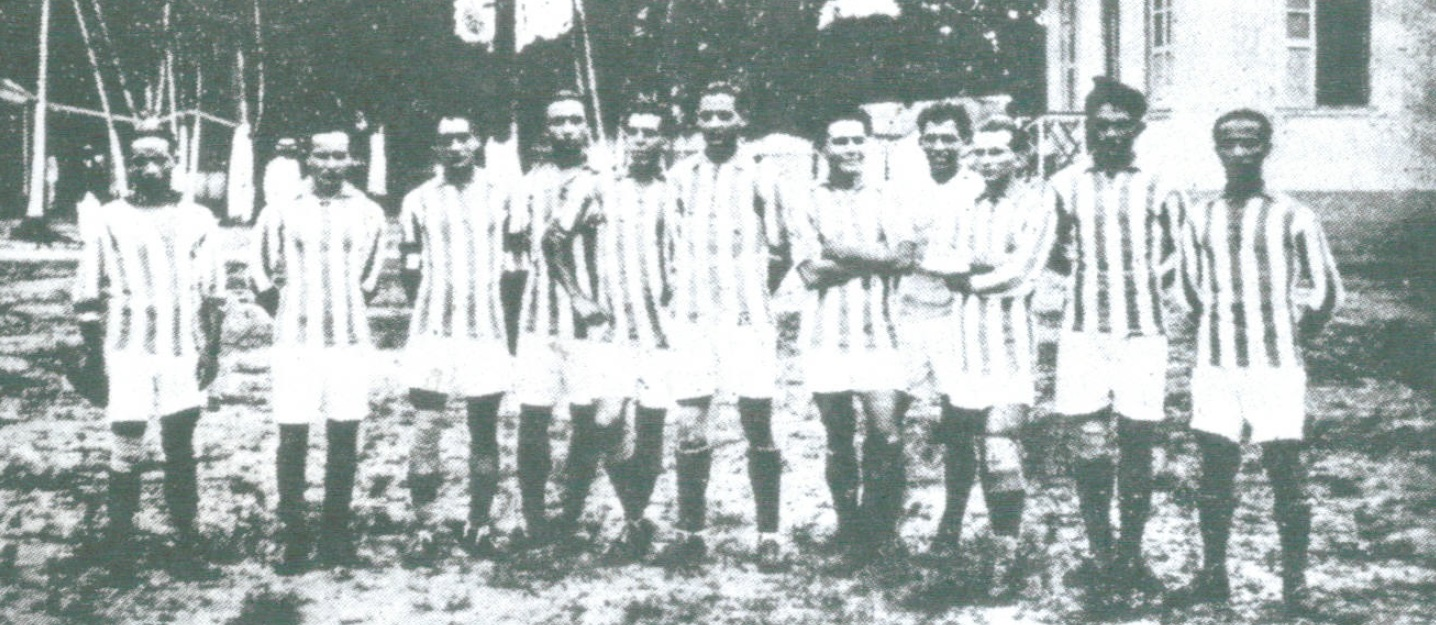
Sétimo em pé no Paysandu que venceu em novembro de 1920 seu primeiro título paraense. O segundo em pé é Mimi Sodré. O oitavo é João Moraes, goleiro que teria ouvido a voz do espírito de Suíço em 1923.

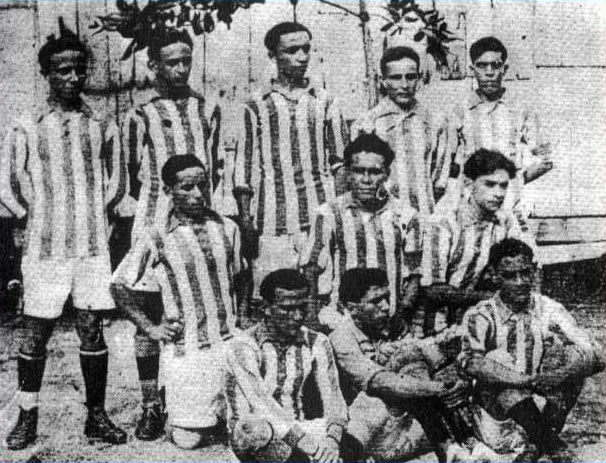
Outro registro do elenco do Paysandu campeão de 1920. Suíço é o segundo jogador da fileira do meio.

O primeiro título estadual de Suíço e do Paysandu enfim veio no campeonato de 1920, em campanha invicta e com 100% de aproveitamento marcada pelo reforço de Mimi Sodré – agora jogador e também presidente do clube, em diretoria que tinha como secretário seu parente Leônidas Sodré de Castro, primo materno do pai de Mimi, o governador Lauro Sodré. Leônidas posteriormente seria homenageado com o nome oficial do estádio da Curuzu, então ainda pertencente à firma Ferreira & Comandita e adquirido já na presidência de Leônidas, em 1930.
A campanha do primeiro título teve duas vitórias no Re-Pa, por 2-0 e por W.O., atitude que teria definido de vez o campeonato. Na cidade do Rio de Janeiro, a revista Vida Sportiva e o jornal Correio da Manhã noticiaram conjuntamente: "segundo telegrama, o tão esprado encontro de football entre o Club do Remo e o Paysandu não se realizará mais, devido aos principais elementos do Club do Remo estarem em situação de não poderem defender as suas cores, por terem ficando contundidos no último encontro em que tomaram parte. O Club do Remo, que vem detendo o campeonato há sete anos consecutivos, entregará os pontos ao Paysandu, que será campeão paraense pela primeira vez".
O ano de 1920 também foi o do casamento do jogador, com Raymunda Castelo Branco Spindola, em cerimônia civil realizada na sede do Paysandu em 31 de julho. Qualificado em 1921 como "destemido", Suíço conseguiu naquele ano novo título estadual invicto, em campanha que incluiu goleadas de 12-0 (no Guarany) e de 15-0 (no Panther). Outras vitórias festejadas sobre marinheiros europeus, contra os italianos do Libia (2-1) e membros das embarcações britânicas Glen Affric (14-0) e Virgil (12-0), também se deram naquele ano de 1921 – respectivamente, em 21 de abril, em 27 de abril  e em 2 de junho. Foi também o ano em que Suíço terminou convocado à seleção brasileira, no mês seguinte, em telegrama recebido em 13 de julho.
Curiosamente, o ano de 1921 também trouxe sobre Suíço a repercussão negativa de uma suspensão de três meses, inicialmente arbitrada em seis, após agredir o árbitro em um Re-Pa entre os elencos reservas da dupla. Sua ausência em abril na disputa da "Taça Lauro Müller", travada entre os quatro primeiros clubes mais fortes do estadual, chegou a ser lamentada pelo jornal O Paiz: "não admitimos", criticou-se na edição de 1º de maio, na qual o periódico concluiu que sem ele, "o campeão paraense não pôde assumir a responsabilidade de vencer um match oficial com o Club do Remo ou com o Brasil Sport, os mais fortes concorrentes com que se há de haver o quadro do Paysandu na temporada vindoura". Ele voltou a campo a tempo de estar no segundo clássico do campeonato, em dezembro.
O tricampeonato seguido veio em 1922, bastante valorizado na época em função de ser no ano do centenário da independência do Brasil, fazendo o Paysandu ser saudado como "campeão do centenário". Suíço, porém, só pôde realizar a primeira partida da campanha, em 11 de junho. Ela acabou histórica também por ser justamente a maior goleada da história do campeonato, o 17-0 sobre o Panther. Suíço marcou seis gols nesse jogo.
A partida seguinte à histórica goleada ocorreu em 16 de julho, no 6-1 sobre o Guarany. Metade da renda foi revertida a Max, o filho de Suíço. O ídolo havia falecido uma quinzena antes (em 2 de julho), e seu filho tinha pouco mais de um ano. O último título que ele pôde comemorar em vida foi o da "Taça Soberana do Mundo", oferecida em 1922 pelos proprietários do Cine Olympia. Foi disputada em dois Re-Pas, um vencido em 29 de janeiro de 1922 por 1-0 e outro por 2-1 em 9 de abril.

## A convocação à seleção

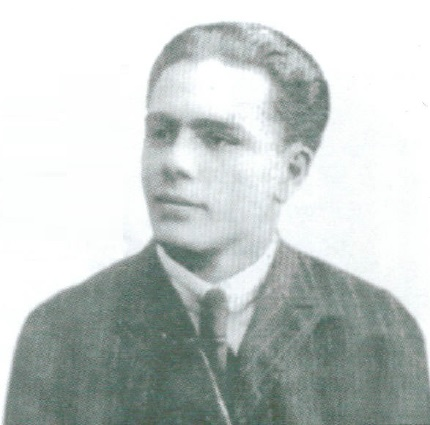
Suíço em trajes formais.

Suíço não foi o primeiro paraense requisitado pela Seleção Brasileira de Futebol: Abelardo de Lamare e Rolando de Lamare fizeram-se presentes inclusive no primeiro jogo dela, contra o Exeter City Football Club, em 1914. Outro jogador de origem paraense, Mimi Sodré, também defendeu a seleção na década de 1910 e já havia representado combinados brasileiros que disputaram partidas prévias a 1914. Contudo, todos eles jogavam no Botafogo. Suíço tornou-se o primeiro efetivamente chamado diretamente do futebol do Pará.
A fama de maior jogador da Região Norte do Brasil chegou à cidade do Rio de Janeiro e Suíço foi requisitado pela seleção brasileira que disputaria a Copa América de 1921, na Argentina. A Confederação Brasileira de Desportos enviou em 13 de julho de 1921 o seguinte telegrama à liga paraense: "Presidente Liga Paraense – Belém – Peço gentileza informar condições treino jogador Antônio Barros, Suíço, e se pode ficar desde já disposição CBD. Saudações – Macedo Soares – Presidente". A resposta foi "Resposta vosso telegrama condições treino jogador Antônio Barros, Suíço, ótimas. Consultado, promete embarcar. Felicito Confederação aquisição desse elemento cujo sucesso aí será garantido. Saudações Camargo, Presidente".
Sua convocação e viagem chegou a ser noticiadas também em outros Estados; em Pernambuco, o jornal A Província chegou a estimou na edição de 21 de julho que "com destino à capital do país, deve passar brevemente por aqui, a bordo do vapor Bahia, o player paraense Antônio de Barros Filho (Suíço), que vai ao Rio, requisitado pela Confederação Brasileira dos Desportos, a fim de figurar no scratch nacional que tem de disputar este ano, em Buenos Aires, o Campeonato Sul-Americano de Football. No Maranhão, o Diario de S.Luiz de 27 de julho por sua vez publicou resumidamente que "A Confederação Brasileira de Desportos telegrafou à Liga Paraense solicitando-lhe fosse posto à sua disposição o jogador Suíço".
Em 3 de agosto, chegou novo telegrama da CBD: "Rio, 3 de agosto – Procure Agência Lloyd passagem recursos. Venha urgente próximo vapor. Macedo Soares". A vinda de Suíço foi destacada também no Jornal do Brasil, na edição de 7 de agosto, com a seguinte publicação, intitulada "A vinda do player 'Suíço'", enviada pelo repórter correspondente em Belém:
| “ | "O footballer Antônio de Barros Filho, conhecido por 'Suíço' nos nossos grounds, seguirá para o Rio de Janeiro a fim de incorporar-se no scratch brasileiro que disputará o próximo Copa América\|campeonato sul-americano, a realizar-se na Argentina. Nas rodas esportivas desta capital, comenta-se o fato, por ser a primeira vez que o Estado fornece um dos seus melhores elementos para um jogo de tão grande responsabilidade, sendo opinião geral que o mesmo player atestará, nos campos cariocas onde vai ser experimentado, o valor e o progresso da cultura física paraense. | ” |

Contudo, Suíço não pôde embarcar. O tesoureiro da CBD na época, Luiz de Carvalho Meirelles, teria apropriado-se indevidamente de 150 contos de réis dos recursos financeiros da entidade, fugindo em seguida, parte de um golpe que rendeu prejuízos de mil contos de réis entre outras vítimas em todo o Rio de Janeiro. A CBD enviou novo telegrama: "Para liga – sobre vinda Suíço aguarde novas ordens pela inobservância tesoureiro ordens recebidas fugindo dinheiro Confederação. Saudações, Deputado Macedo Soares". A respeito dessa mensagem, o jornal local Folha do Norte já lamentava, em 28 de agosto:
| “ | É sabido por todos que o nosso conterrâneo, Antônio Barros Filho (Suíço), excelente footballer, fora requisitado por telegrama para tomar parte, a convite da Confederação Brasileira de Desportos, no Campeonato Sul-Americano, em setembro entrante, na capital da República Argentina. Essa alvissareira e assaz honrosa solicitação teve a mais pronta acolhida da parte de toda a família esportiva, e quiçá, da Liga de Football, que, como resposta da consulta que lhe fora feita, prestou as melhores e lisonjeiras informações do jogador em questão. Após a troca desses telegramas, fez-se regular silêncio sobre o caso, até que decorridos alguns dias Suíço recebeu diretamente um telegrama daquela máxima entidade, assegurando-lhe, em caráter positivo, que na agência Lloyd estava à sua disposição a passagem e recursos necessários ao seu embarque. Para a Liga, a Confederação não mais se dirigiu, enquanto que Suíço debaldemente esperava os tais recursos que o Lloyd nem por sombra os recebera... Foram daqui reiterados pedidos em telegramas, se que de lá se dignassem ao menos por urbanidade ou administração de respondê-los. Alguns elementos valiosos do Paysandu solicitaram a intervenção do Sr. Marcionillo Cunha, que é em Belém o representante da Confederação, para que este distinto sportman dirigisse, em seu nome, um telegrama que viesse esclarecer a situação anômala e desidiosa da mais alta corporação do país. O telegrama foi passado, anteontem, e pela resposta que ontem a Liga recebeu (desta vez foi a Liga e não Suíço, imaginem!...) é possível que tenha a mesma sido provocada pelo despacho do Sr. Cunha. | ” |

No Rio, o Jornal do Commercio de 20 de setembro mostrou-se intrigado com o desencontro, teorizando que a própria CBD teria subestimado os fundos necessários para transportar o jogador e, uma vez diante da realidade, se esquivado: "como se vê, está adiada a partida do grande footballer paraense, o que, pelo jeito, ficará para as calimnos gregas. Convém notar que a ordem dada para o Lloyd registrou-se muito antes do desfalque na tesouraria, o que vem colocar em certa dúvida a desculpa apresentada que, além de ser equívoca, dá-nos a crer que os cofres da Confederação está em tal 'pindaíba' que nem para uma passagem lhes é defeso cavar os níqueis.. Mas estamos na expectativa de não chegar a Buenos Aires o selecionado brasileiro. É o que veremos... Agora, cruzemos as partes, sentemo-nos, pondo um cigarro ao queixo, abraçados à filosofia do... 'quem espera sempre alcança...'".
Ainda em 1921, Suíço chegou a ser suspenso por seis meses após agredir um árbitro em um Re-Pa. Na época, a convocação à seleção de um jogador de fora do eixo Rio–São Paulo era ainda mais incomum; no ano anterior é que ocorrera a primeira convocação de alguém fora do eixo – Ismael Alvariza, do Brasil de Pelotas campeão gaúcho pela única vez, em 1919. Assim, a suspensão de Suíço repercutiu na imprensa carioca, no seguinte relato publicado em O Paiz:
| “ | "O footballer Suíço, do Paysandu, do Pará, requisitado pela Confederação, está suspenso – Por ter agredido o referee do match dos segundos quadros, Club do Remo x Paysandu, o conselho da Liga Paraense de Desportos Terrestres, em sessão realizada no dia 6 do mês findo, suspendeu por seis meses o footballer Antônio Barros Filho (Suíço), campeão do Paysandu S.C., que tinha sido requisitado pela Confederação Brasileira de Desportos, para treinar em um dos seus selecionados" | ” |

A convocação de Suíço, bem como o imprevisto contra seu embarque, foram recordados em nota sobre o antigo Campeonato Brasileiro de Seleções Estaduais já no ano de 1944 publicada pelo italiano Tommaso Mazzoni para o jornal carioca Sport Ilustrado, na qual o jogador paraense foi descrito como "magnífico".
Em 1959, o defensor remista Socó foi convocado à Seleção Brasileira Militar para o Sul-Americano de Forças Armadas, edição famosa por contar com a participação de Pelé pela equipe militar. Socó, porém, similarmente não pôde defendê-la, com a Federação Paraense de Futebol pedindo sua dispensa para que pudesse representar a Seleção Paraense na disputa paralela do Campeonato Brasileiro de Seleções Estaduais. Posteriormente, dois jogadores puderam defender o Brasil vindos diretamente do futebol paraense: Manoel Maria, ponta-direita da Tuna Luso (1968), e Rosemiro, lateral-direito do Remo (1975-76). Ambos foram convocados pela Seleção Brasileira Olímpica.
Dos convocados pelo Brasil diretamente do futebol paraense, Suíço segue como único chamado pela Seleção Brasileira principal, cujos outros conterrâneos por ela convocados defendiam todos equipes de fora do Pará – caso dos mundialistas Nilo, Pamplona (ambos do Botafogo na Copa de 1930), Ivan Mariz (também da Copa de 1930, pelo Fluminense), Sócrates (do Corinthians na de 1982 e do Flamengo em 1986), Paulo Victor (do Fluminense em 1986) e Giovanni (do Barcelona em 1998, tendo convocações vindo também do Santos e do Olympiacos); dos sul-americanos Vevé (do Flamengo em 1945 e 1946), Octávio Moraes (do Botafogo em 1949), Zé Maria (do Sport na edição extra de 1959) e Paulo Henrique Ganso (do Santos em 2011 e do São Paulo em 2016); além de Santana (Vasco da Gama em 1930), Quarentinha (Botafogo entre 1959 e 1963), Charles Guerreiro (Flamengo em 1991) e Rony (Palmeiras em 2023).

## Falecimento precoce

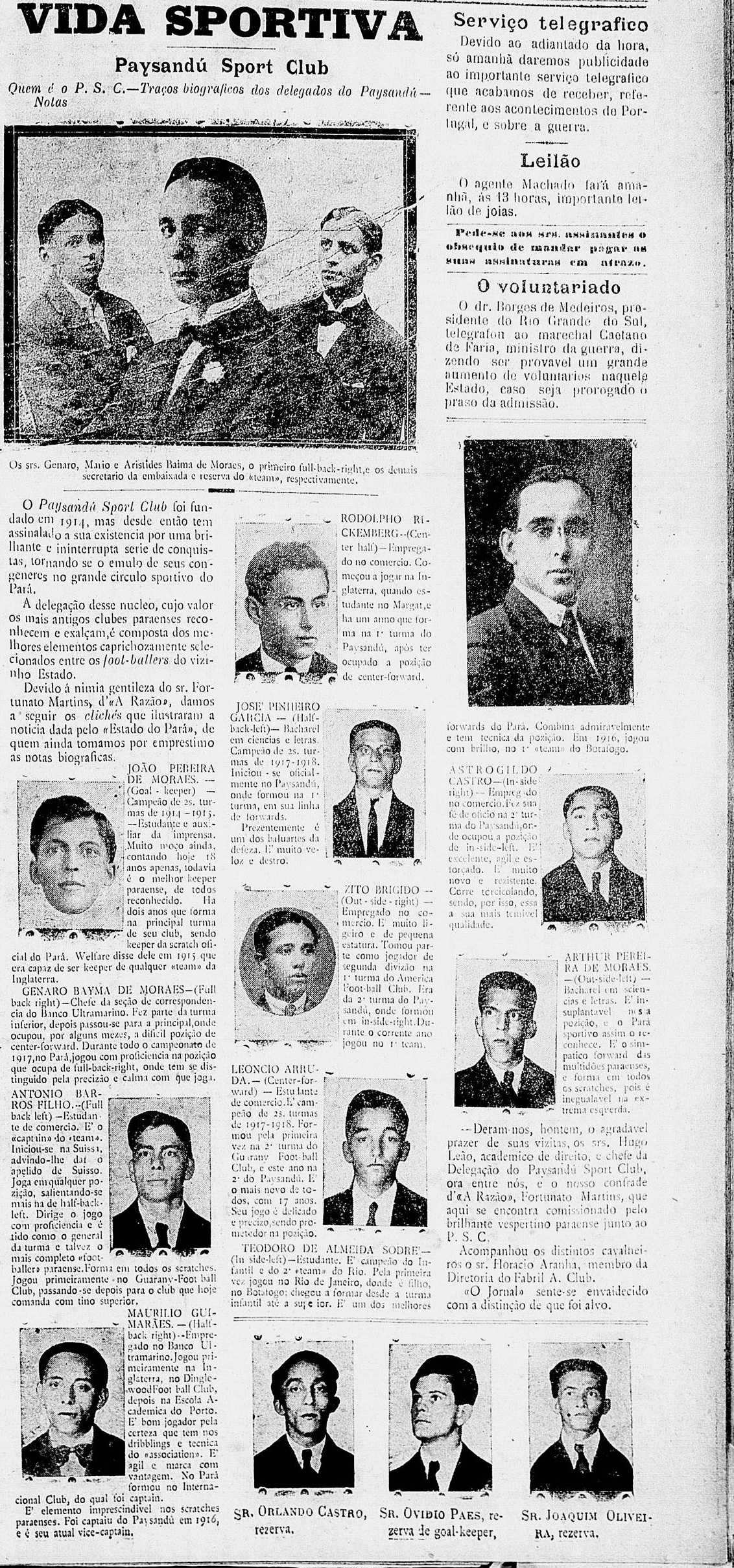
Perfis de jogadores do Paysandu publicados em 1917. As fotografias de João Moraes e de Suíço são respectivamente a primeira e a segunda da fileira esquerda

Suíço faleceu em 1º de julho de 1922, vítima de uma combinação de malária contraída no Acará com severa infecção intestinal decorrente da ingestão, em uma festa junina na Praça Brasil, de uma unha de caranguejo estragada. O diário maranhense O Jornal já noticiava que em 30 de junho que "está gravemente enfermo o grande sportman Antônio Barros Filho, mais conhecido por Suíço, que é captain dos teams do Paysandu". Outro jornal do Maranhão, o Pacotilha de 3 de julho noticiou assim o óbito:
| “ | Faleceu anteontem à noite, vítima de infecção intestinal, o sr. Antônio Barros, por alcunha Suíço, conhecido jogador do Paysandu. Suíço era considerado o primeiro footballer do Pará e esteve no Maranhão duas vezes, chefiando um team do seu clube em disputas com o Fabril e o Luso. O enterro realizou-se ontem. Foi uma verdadeira romaria que atestou a alta estima pelo morto e a grande perda que sofreu o sport local. | ” |

Sua antiga ligação com o Sport Recife fez a notícia repercutir também em Pernambuco, com o jornal local A Provincia registrando em 4 de julho desse modo:
| “ | Por telegrama particular enviado ao representante da Liga Paraense, tivemos a desoladora notícia do falecimento, sábado, 1 do corrente, às 23.30, em Belém, do conhecido footballer paraense Antônio barros Filho, mais conhecido nas rodas desportivas do país por Suíço. Suíço, que por muitos anos vinha defendendo as cores gloriosas do bicampeão do Pará – Paysandu Sport Club –, deixa uma lacuna difícil de preencher nos desportos daquele Estado. Em Recife, Suíço jogou algumas partidas pelo Sport Club do Recife, do qual era sócio. O seu enterro realizou-se domingo às 16 horas, com grande acompanhamento, tendo todas as sociedades e ligas esportivas do pará tomado rigoroso luto geral. Ao valoroso Paysandu e à L.P.S.T, apresentamos as nossas condolências. | ” |

Ainda em 4 de julho, houve nota fúnebre também no Rio de Janeiro, onde o jornal A Noite divulgou que "faleceram o médico Sylvio Martins, filho do extinto conselheiro Nicolau Martins, vítima de uma meningite, e o sportman, Sr. Antônio de Barros, cognominado o Suíço, causado imenso pesar nos meios desportivos o seu falecimento. O féretro seguiu para o cemitério transportado à mão e seguido de uma verdadeira romaria, composta de elementos de grande destaque em todas as classes sociais (...). O sport paraense perde uma figura primacial". Um dia depois, outro diário carioca, O Imparcial, publicou que "acaba de falecer no Estado do Pará o valoroso player Antônio Barros (Suíço)".
Com efeito, o cortejo fúnebre atraiu quatro mil pessoas, entre trinta carros e dez bondes, com remadores da regata ocorrida no mesmo dia comparecendo ainda uniformizados. A torcida construiu-lhe um mausoléu no cemitério de Santa Izabel. A antiga sede social do Paysandu chegou a guardar a última camisa utilizada pelo ídolo, recordado também em foto acima do armário. Em terrível coincidência, no ano anterior o arquirrival Remo havia perdido precocemente o ídolo Periçá em uma prova de mergulho. De modos similares, o Paysandu foi apelidado de "clube de Suíço" e o rival, de "clube de Periçá". Inclusive, o Clube do Remo fez-se presente nas despedidas a Suíço, algo noticiado até na imprensa amazonense – o Jornal do Commercio de Manaus reportou em 29 de julho de 1922 que "o enterro do notável sportman paraense, Antônio de Barros Filho, Suíço, foi uma apoteose. Compareceu o Paysandu em peso, bem como quase todos os associados do Remo e dos outros clubes locais. O préstito foi extraordinário, sendo incontável o número de pessoas de todas as classes sociais".
Dentre as lendas que surgiram em torno de Suíço, uma das mais conhecidas envolve o Re-Pa ocorrido em 15 de julho de 1923. O goleiro bicolor João Moraes afirmava ter ouvido a voz do ex-colega aconselhando-lhe a pular para o canto direito na cobrança de um pênalti para o rival. Segundo essa versão, João teria pulado para esse canto, defendido e imediatamente iniciado contra-ataque a resultar no único gol da partida, de Vadico. O resultado em 1-0 com gol de Vadico em 15 de julho de 1923 de fato aconteceu. Naquele mês, o Jornal do Commercio de Manaus chegou publicar no dia 22 que o túmulo de Suíço foi visitado por uma nova "romaria" de "sportmen paraenses". O Remo, descontente com a arbitragem do fundador bicolor Hugo Leão, buscou anular a partida, acabando por abandonar o Estadual de 1923 em novembro, após não ter sucesso na medida, cancelando outro Re-Pa aguardado para 1923.
Quando o Paysandu celebrou oitenta anos, em 1994, pôde realizar homenagens a algumas irmãs ainda vivas de Suíço. Seu filho Max Spíndola de Barros, àquela altura residente no município fluminense de São Gonçalo, fez-se representar por uma delas na cerimônia ocorrida no cemitério de Santa Izabel e conclamou o clube a relembrar postumamente também o tio "Abel Fonseca de Barros, irmão mais velho de Suíço, pelas muitas camisas suadas neste Clube e por todos os esforços despendidos, no qual lhe sobreveio o derrame em um dos joelhos, mas, mesmo assim, continuou pelejando pelo Paysandu em outras áreas esportivas". Abel havia sido o autor dos dois gols da primeira vitória do Paysandu no Re-Pa, exatamente no jogo em que ambos os irmãos estrearam pela equipe.
Em 2015 faleceu, aos 103 anos de idade, o homem considerado como o mais antigo torcedor do Paysandu. Era apelidado de "PaySuíço" exatamente por ter chegado a testemunhar jogos do antigo craque e pudera oferecer depoimentos às festividades do centenário do clube, no ano anterior.

## Títulos

### Seleção Paraense
- Taça Tricentenário: 1915 [10]

### Paysandu
- Torneio Início: 1917 e 1919 [4][24]
- Taça Clube Naval [41]
- Campeonato Paraense: 1920, 1921, 1922 [4]
- Taça Soberana do Mundo: 1922 [72]